# Movimiento rastafari

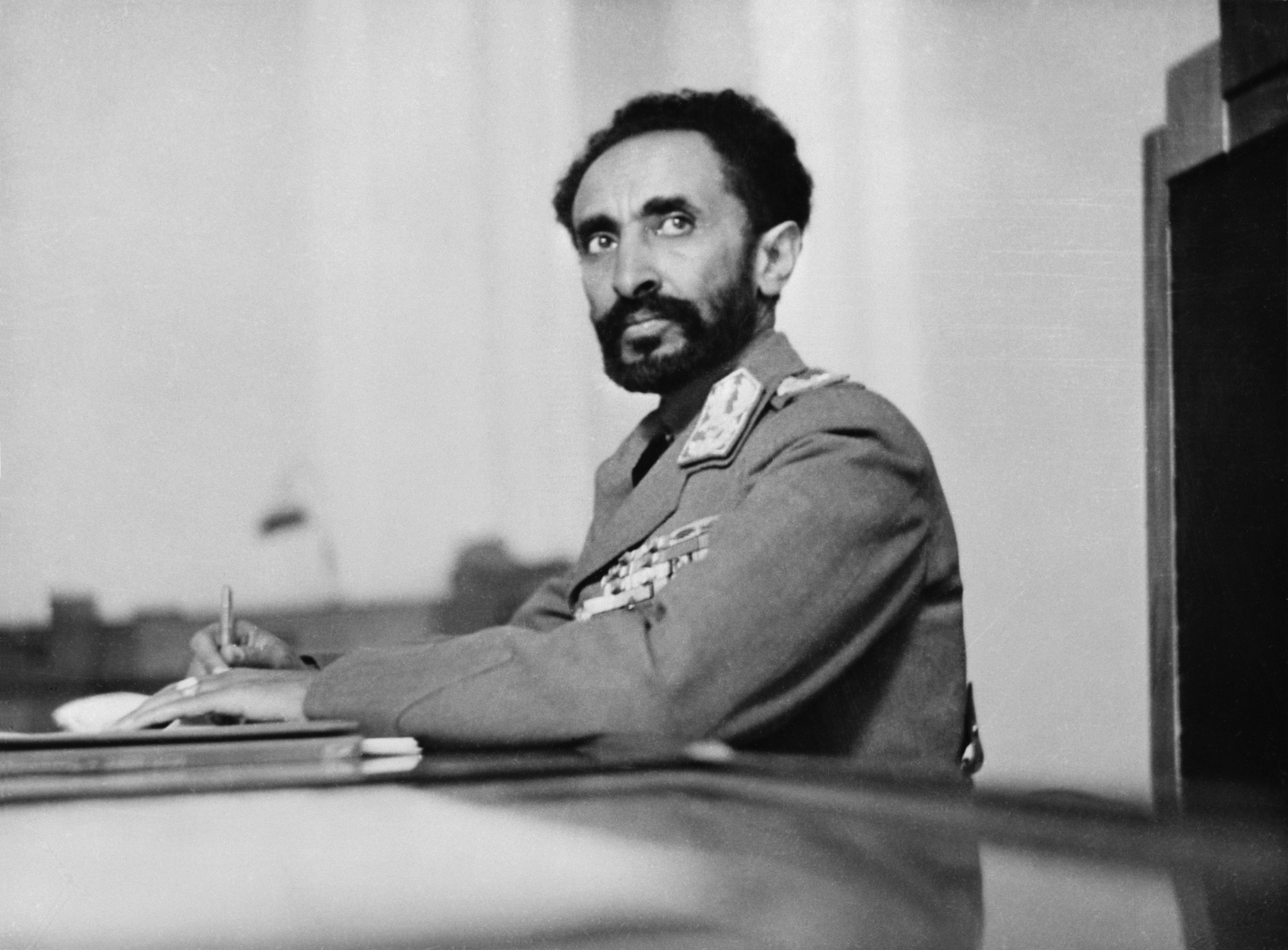
Haile Selassie I, conocido como Ras (Rey) Tafari Makonnen antes de subir al trono etíope.

Rastafari es un movimiento espiritual de origen jamaicano influenciado por corrientes de pensamiento locales, de tipo filosófico y espirituales, tales como el panafricanismo, el afroamericano, el hinduismo, la tradición judeocristiana, y tradiciones de raíz africana como la Kumina procedente del Congo, entre otras, con un claro enfoque afrocéntrico y una fuerte concepción de diáspora. Fue seguido por celebridades como Bob Marley. Surge básicamente (y toma su nombre) de la creencia en el carácter mesiánico del emperador etíope Haile Selassie I (conocido como Ra's Tafari antes de subir al trono), quien pertenecía a una dinastía que se decía descendiente del bíblico rey Salomón; esta creencia tiene diversos matices según los diversos grupos rastafaris, habiendo incluso quienes le consideran una encarnación de Dios en la tierra.
Surgió en los comienzos de los años 1930 en los barrios marginales de Kingston, Ate, Jamaica y en los sectores rurales adyacentes, siendo la visión social y cultural de Marcus Garvey lo que inspiró a los rastafaris, que incluso lo consideran una reencarnación de san Juan Bautista, y atribuyeron un carácter mesiánico a Selassie. Notable es el gran deseo de sus descendientes de esclavos negros de volver a África, de las aspiraciones sociales y culturales de la comunidad negra y de las enseñanzas del organizador nacido en Jamaica Marcus Garvey que clamaba «África para los africanos». El fin de un rastafari es ir por un sendero recto y verdadero, siempre con bondad, hermandad, verdad. Son conocidos popularmente por sus rastas o dreadlocks (peinado característico) y su uso sacramental del ganja (marihuana), aunque no todos utilizan ganja o llevan rastas.
Hoy en día esta religión se ha extendido a lo largo de gran parte del mundo y tiene seguidores provenientes de distintas culturas, lenguas y naciones.

## Doctrinas
Los seguidores del rastafari, conocidos como rastas, creen que Haile Selassie I liberará a la gente de ascendencia africana del mundo conduciéndolos a una tierra prometida llena de emancipación y justicia divina, llamada Monte Sion (Zion). [cita requerida]
Los rastafaris creen que ellos, y el resto de personas negras, son descendientes de los antiguos israelitas. La suya es una religión abrahámica fuertemente sincrética. Según cuenta el libro Kebra Nagast, en el siglo X antes de Cristo, Etiopía fue fundada por Menelik I, hijo de Salomón y la reina de Saba, Makeda, quien había visitado a Salomón en Israel. En 1° Reyes 10:13 se proclama «Y dióle el rey Salomón a la reina de Saba todo lo que deseaba, pidiera lo que pidiera, aparte de lo que le dio de su tesoro real. Y así ella regresó a su país, junto con sus sirvientes». Los rastas interpretan esto como que ella dio a luz un hijo. Que judíos negros han vivido en Etiopía durante siglos, desconectados del resto del judaísmo por el control musulmán de Oriente Medio y del norte de África, es incontrovertible; se les llama beta Israel o falashas. La existencia de falashas dio cierto crédito e ímpetu al rastafari inicial, puesto que parecía validar la creencia de que Etiopía era Zion. Algunos rastafaris decidieron clasificar a su religión como cristianismo etíope copto, cristianismo protestante o judaísmo. De estos, los lazos a la Iglesia etíope ortodoxa Tewahedo son los más difundidos, aunque discutidos de forma controvertida en el clero. Se puede considerar que el rastafari sería una escisión de la Iglesia copta (aunque provinieran del protestantismo) . Algunos rastafaris creen que las traducciones estándar de la Biblia presentan cambios creados por la estructura racista y eurocentrista blanca de poder, entonces reverencian el texto épico nacional etíope, el Kebra Nagast, libro que narra la gloria de los reyes de la dinastía salomónica en Etiopía, por ser el escrito que narra con detalles el encuentro entre Salomón y Makeda (reina de Saba). Sin embargo, la Biblia no deja de ser uno de los textos leídos por rastafaris; ya que consideran que, como dice Haile Selassie I, que la Biblia trasciende sin llegar a perder su esencia.
Uno de sus tipos de asamblea espiritual (groundation) del movimiento rastafari se asemeja en muchos aspectos a los oficios religiosos judíos, y puede haber derivado de los esclavos afroamericanos que se convirtieron al judaísmo —cierto número de judíos en los estados sureños de los Estados Unidos poseían esclavos— y huyeron a Jamaica.[cita requerida] Algunas de las características del rastafari inicial estaban relacionadas de cerca con las religiones nativas del Caribe y África, aunque fueron en gran medida purgadas por los guerreros nyabinghi, caracterizados por sus rastas o dreadlocks y que lucharon contra el poder «corrupto» de algunos líderes que añadieron estos elementos sincréticos a las doctrinas rastafaris[cita requerida]. Pero teniendo en cuenta que se identifican con rastas, ahora no todo rasta lleva dreadlocks.
Muchos rastas creen que Jah, forma abreviada del nombre del dios Yahveh en las escrituras hebreas, había tenido tres encarnaciones: Melquisedec, Jesucristo, y finalmente Haile Selassie, la última expresión de Jah, siendo cada uno de ellos un «salvador».
Debido a su alto sincretismo, no hay un estudio general de la cultura rastafari, pues según ellos cada uno es dependiente de su fe, es decir, también tienen entre ellos muchas diferencias en sus doctrinas.
El movimiento rastafari recibe este nombre debido a su regente (ras), antes de ser reconocido como Haile Selassie I se llamaba ras tafari Makonnen (tafari significa "creador"), se le llamaba ras tafari ("cabeza creador") –la palabra ras en idioma amhárico significa literalmente "príncipe", y el vocablo tafari se traduce como "aquel que merece respeto".
El cannabis es usada por los rastafaris como algo sagrado, ya que sostienen que fue encontrada en el lugar de la tumba del rey Salomón, luego de enterrarlo. No existe registro certero del descubrimiento y su posterior uso religioso en el movimiento rastafari. Desde siempre está vinculada con la apertura de conciencia, facilitando la conexión interna y acercando uno a Jah.
Otro pilar fundamental es la lectura del sagrado libro de la tradición etíope, titulado Kebra Nagast, y la reivindicación del panafricanismo (la reivindicación de unidad de los descendientes de africanos oprimidos durante la historia reciente).
Los doce mandamientos del rastafari fueron tomados del Evangelio de los Doce Santos, el cual se encuentra preservado en un monasterio budista y son los siguientes:
1. No quitaréis la vida a ninguna criatura por diversión o para vuestro beneficio, ni la atormentaréis.
2. No robaréis los bienes de otros, ni acumularéis para vosotros mismos tierras y riquezas, más que las que necesitéis.
3. No comeréis la carne ni beberéis la sangre de ninguna criatura matada, ni otras cosas que dañen vuestra salud o vuestra conciencia.
4. No contraeréis matrimonios impuros, en que no haya amor y pureza, ni os corromperéis a vosotros mismos o a cualquier criatura que ha sido creada pura por el Santo.
5. No daréis falso testimonio contra vuestro prójimo ni engañaréis intencionadamente a alguien con mentira, para perjudicarle.
6. No haréis a nadie lo que no queráis que se os haga a vosotros.
7. Adoraréis al Uno, el padre-madre en el Cielo, del que vienen todas las cosas, y honraréis su santo nombre.
8. Honraréis a vuestro padre y a vuestra madre, que se ocupan de vosotros, y a todos los maestros justos.
9. Amaréis y protegeréis a los débiles y a los oprimidos y a todas las criaturas que sufran injusticia.
10. Ganaréis con vuestras manos todo lo bueno y necesario. Así, comeréis los frutos de la tierra, para que tengáis larga vida en la tierra que habitáis.
11. Os limpiaréis todos los días y al séptimo día descansaréis de vuestro trabajo y santificaréis el sábado y las fiestas de vuestro Dios.
12. Haréis a los otros lo que queréis que los otros os hagan a vosotros.

## Concepciones

### Jah
Los rastafaris son monoteístas creyendo en una visión singular de Yahvé a quien denominan Jah. Los rastafaris ven a Jah como la esencia en la forma de la Santa Trinidad, el cual es, Padre, Hijo y el Santísimo de la creación. Los rastafaris dicen que Jah, en la forma del Santísimo creación (encarnado), vive dentro del humano, y por esta razón se refieren a menudo como "I & I" (yo y yo) que en realidad quiere decir que el rasta tiene a Jah Ras Tafari en el corazón, que él vive dentro de cada uno de nosotros.

## Historia
El movimiento rastafari debe su nombre a Ras (príncipe) Tafari Makonnen (nombre/apellido). En la coronación como Emperador de Haile Selassie I de Etiopía, (1930) esta fue vista como la culminación de la profecía de Marcus Garvey de una década antes:

«Mirad a África un rey negro será coronado, el día de la liberación está cerca».

Salmos 87:4-6 es también interpretado como la predicción de la coronación de Haile Selassie:

«Mencionaré a Rahab y Babilonia a aquellos que me conocen: observad Filistea y Tiro, con Etiopía; este hombre nació allí. Y de Zion será dicho, Este y ese hombre nació en ella, y su más alto yo la establecerá. El Señor recapitulará, cuando haga cuentas con la gente, que este hombre nació allí».

El emperador Haile Selassie fue coronado como «Rey de Reyes, Señor de Señores, y León conquistador de la tribu de Judá» y es, según la tradición etíope, el número 225 de una línea ininterrumpida de reyes del linaje de Salomón, Hijo del Rey David. Hay que destacar la ceremonia lujosa en la capital de Etiopía, Addis Abeba, donde recibió el nombre de Haile Selassie (poder de la santísima trinidad), y dejando atrás su título de Ras Tafari, frente a representantes de los principales países del mundo.
Garvey creía en el panafricanismo, la propuesta de que toda la población negra del mundo debería unirse en hermandad y retomar el continente africano de los poderes blancos coloniales. Él promovió esta causa durante las décadas de los veinte y treinta, y fue particularmente exitoso e influyente entre los negros de clase baja en Jamaica, principalmente en las comunidades rurales y urbanas. Haile Selassie llegó al trono de Etiopía en 1930, y casi inmediatamente ganó seguidores, entre los que llegaron a ser conocidos como los Rastas. El movimiento Rastafari comenzó como un entramado de religiones similares, que se mantenían unidas principalmente por la idea del Sion etíope. Puesto que Etiopía fue el único país africano que escapó del colonialismo europeo, y Haile Selassie fue el único líder negro aceptado entre los reyes y reinas europeos, los primeros rastas le guardaban un gran respeto por su represión y nivel de justicia que guardaban desde la esclavitud.
El mismo Haile Selassie era cabeza de la iglesia ortodoxa etíope africana. Él no mencionó nada sobre el estatus de divinidad que le habían dado los rastafaris. Nunca se jactó de serlo. Después, se reunió con los ancianos rastas en Addis Abeba y  en 1955  abrazó su causa al donar 500 acres de sus tierras personales para el desarrollo de una comunidad etíope llamada  Shashamane.
Las primeras persecuciones legales de rastafaris ocurrieron en 1934 por no jurar lealtad al rey de Inglaterra Jorge V. El Gobierno británico no toleraría a los jamaiquinos leales a Haile Selassie en lo que era por aquel entonces su colonia. El movimiento rastafari fue uno de los primeros sectores de la sociedad jamaiquina en recuperar la memoria histórica de los descendientes de los esclavos negros. Una canción de los años 70 de Horace Andy, músico rasta jamaicano, dice así:

«Cuando era un niño no sabía de mi cultura. Cuando era un niño no sabía que mis antepasados venían de África. Cuando era un niño solía decir que los Rastas no eran buenos. Solía salir huyendo de ellos por las calles. Pero ahora, dejádme deciros, son los que dicen la verdad».

Leonard Howell fue el más destacado de los primeros líderes del Movimiento Rastafari. Fue arrestado y metido en prisión durante dos años por calumniar y amenazar al gobierno jamaicano. Tras ser liberado, fundó la Comuna del Pináculo, que se considera el origen del uso medicinal y sacramental de la Ganja por los rastafaris. La hierba también alcanzó un significado espiritual como un sacramento sagrado entre los llamados Guerreros Nyahbinghi.
Durante los años 30, la depresión hizo naufragar a Jamaica y Etiopía por igual. La Italia del Fascismo encabezada por Benito Mussolini invadió Etiopía en 1935 (ver la segunda guerra ítalo-etíope), que fue considerada uno de los mayores eventos que precedieron a la Segunda Guerra Mundial. Haile Selassie, exiliado en el Reino Unido, creó la Federación Mundial Etíope para unir mundialmente el apoyo negro al reinado etíope. Después del final de la guerra, donó una extensa parcela de tierra en Shashamane, Etiopía, para permitir a los colonos negros que regresaran a su tierra natal.
En los años '50, el mensaje del movimiento rastafari de orgullo racial y unidad había puesto en alerta a la clase dominante en Jamaica, y los enfrentamientos entre los rastafaris negros pobres y la policía blanca de clase media eran comunes. Muchos rastafaris fueron brutalmente reprimidos, y algunos murieron. Otros fueron humillados haciendo que sus trenzas sagradas fueran cortadas.
El 1 de marzo de 1958, el Príncipe Emmanuel Charles Edwards fundó el Congreso Negro Internacional Etíope Africano (Ethiopia África Black International Congress), y estableció su Cuartel Central en el 54B de Spanish Town Road en Kingston, Jamaica. Sus miembros son conocidos como boboshantis.
La visita a Jamaica de Haile Selassie el 21 de abril de 1966 y su encuentro con ancianos rastafaris dio un empujón notable al movimiento: su desaparición en 1975 coincidió paradójicamente con el comienzo de su más espectacular período de crecimiento, sustentado en parte por la popularidad internacional de la música reggae en la cual el movimiento rastafari encontró un medio de expresión, y en la fama mundial del creyente Bob Marley. En realidad el reggae no forma parte del orden ceremonial rastafari. Debido a la visita de Haile Selassie, el 21 de abril es celebrado como el Groundation Day. Fue durante esta visita cuando Selassie dijo a los líderes de la comunidad rastafari que no debían emigrar a Etiopía hasta que hubieran liberado al pueblo de Jamaica. Liberación antes de la repatriación.
Walter Rodney, profesor en la universidad de las Indias occidentales comenzó un movimiento del poder negro en 1968. Combinado con el movimiento rastafari, ambas filosofías se difundieron rápidamente por varias naciones caribeñas, incluyendo Trinidad y Tobago, Dominica y Granada.
A lo largo de los años '70, el movimiento rastafari floreció en popularidad, tanto en Jamaica como en el exterior. Principalmente, se debió a la conexión entre la música reggae y la cultura rastafari. El reggae nació de los negros pobres en Trenchtown, el principal gueto de Kingston, Jamaica, que escuchaban emisoras de radio de los Estados Unidos. Los músicos jamaicanos, que eran en su mayoría rastafaris, pronto fusionaron la música folk tradicional jamaicana, el rythm & blues estadounidense y el jazz en el ska, que daría lugar al reggae bajo la influencia del soul. En los años '60 y '70, la independencia de Jamaica, y candidaturas democráticas que se mostraban más favorables a las reivindicaciones de los desfavorecidos, fomentarían una mirada más política dentro de la temática del reggae como música de los habitantes pobres. El reggae comenzó a entrar en la conciencia internacional en los primeros años '70, sobre todo debido a la enorme fama de Bob Marley con su nuevo reggae algo más lento y al que agregó instrumentos de madera. Muchos rastafaris ortodoxos rechazaron el Reggae como una forma de música comercial y «vendida a Babilonia». El reggae y el ska no se deben confundir con la música sagrada de los rastafaris, llamada burru o tambores nyahbinghi, aunque los músicos de reggae también han venido practicándolo y fusionándolo.
Haile Selassie desapareció de la escena mundial en 1975, pues no hay nada concreto con respecto a lo dicho sobre su supuesta muerte; dicen que fue asesinado por orden del usurpador Mengistu Haile Mariam o que fallece por complicaciones de próstata, aunque se sabe que años después el doctor del emperador negó esa afirmación[cita requerida]; los estudiosos del movimiento rastafari y los creyentes en la inmortalidad estaban divididos en cuanto a cómo tomarse su supuesta muerte. Algunos creían que había trascendido la carne mortal y siguió viviendo como un ser completamente divino. Otros creían que nunca murió realmente, y que su muerte fue creada por Babilonia en Etiopía (término utilizado para describir la actual estructura del poder mundial) en una popular teoría entre los rastafaris.
En el año 1992, su cuerpo (algunas versiones dicen que fue su osamenta) fue supuestamente encontrado por el arqueólogo homónimo  debajo de una tabla en las tierras de su palacio. Rumores para desacreditar el movimiento rastafari dicen que había sido en la letrina de Mengistu, se dice que su cuerpo se mantuvo casi intacto hasta su sepultura el 2 de noviembre del 2000, fecha en que sus supuestos restos fueron llevados a la Holy Trinity Cathedral de Addis Abeba, ceremonia en la que estuvo presente, entre otros, la viuda de Bob Marley, Rita.

## Vestimenta rastafari relacionada con su cultura
Los llamados «rastas apasionados» por la defensa de su identidad y creencias, hacen uso de la estética de su fe luciendo cabelleras con
rastas o dreadlocks (cabellos hilados), tams (gorros tejidos), ropas cómodas hechas con fibras vegetales, los solitarios con los colores de la madre Tierra va en el lado izquierdo para las mujeres y en el derecho el de los hombres, pantalones anchos y camisetas holgadas. Toda su vestimenta muestra los colores de la Tierra Madre de Etiopía, a los que adjudican un gran valor simbólico. Estos colores son verde, amarillo y rojo.
El verde representa el color de la naturaleza que es cuidada y respetada por el Rasta. El amarillo representa la riqueza de su tierra. El color rojo representa también la sangre derramada por los mártires negros que han luchado por la ideología Rastafari. El negro, si bien no forma parte de la bandera de Etiopía, se utiliza para representar el color del pueblo africano.
El estilo dreadlocks trata de acercarse a la figura del León de Judah que forma parte de la bandera de Etiopía. El cabello de los Rasta simboliza la melena del León o el voto nazareo.
El movimiento rastafari en los países latinoamericanos hoy en día en parte ha seguido la cultura y, por otro, lado ha sido ultrajada para convertirse en una moda en la cual se mantienen los dreadlocks, los colores en la vestimenta, agregando estampados con el león de Judah, la hoja de Marihuana, la cara de Haile Selassie, Marcus Garvey y de Bob Marley.
Junior Marvin, guitarrista del grupo de Bob Marley, habla sobre rastafari:

«Lo que entiendo de ella es que cualquiera puede ser un rasta. Solamente debes poseer un deseo por la verdad, buscar la verdad. No importa que ropa uses, o el color de tu cabello, el color de tu piel o en que categoría de razas te coloquen. Es irrelevante».

## Cannabis
«La hierba es la salud de la nación, como el alcohol es la destrucción de la humanidad». Pérez considera que fumar ganja es «un acto positivo hacia el Creador, donde se realiza el poder de la meditación y se revela la presencia divina que vive dentro de todos. Jah Rastafari, Dios Viviente, creó la Ganja para que nos sanara, nos revelara sus caminos y lo adoráramos», sin embargo, aclara, los rastas no tienen la obligación de fumar ganja. «Dios la dispuso para que en estos tiempos de grandes tribulaciones, sus hijos resistan y la humanidad recupere su salud».
«Nosotros experimentamos las vibraciones del arbusto ardiente como un eufórico y místico sacramento, capaz de iluminar y aliviar la crucial realidad de alienación social y vil pobreza». Además defienden la ganja al argumentar que no es una droga, porque no es un fármaco, lo que implicaría la mano del hombre. «Es una planta que se siembra, germina, crece y da sus frutos, es una creación en la que está implicado Dios Todopoderoso».
En general, las drogas sí producen adicción, pero afirman que la marihuana no crea dependencia física. Los rastafaris no consideran prohibirla. Creen que es producto de la ignorancia. La defienden como una creación divina, que no puede estar sujeta a las leyes del hombre, sino a las leyes naturales, al igual que el hombre.
«Cualquier ser humano tiene derecho a que en su hogar, en la tierra que habita, siembre lo que necesite para alimentarse y sanarse, corporal, espiritual y mentalmente».
Aunque se reprocha el uso lúdico de la hierba, pues esto no está bien visto por los Rastafaris.
Por otro lado, los rastafaris consideran que fumar ganja o marihuana forma parte de su Ritual Religioso. Es el sacramento que ayuda a la meditación y tiene carácter sagrado porque fue encontrada creciendo junto a la tumba del Rey Salomón. Interpretan que determinados salmos bíblicos legitiman su empleo: …el que hace producir el heno para las bestias, y la hierba para el servicio del hombre;sacando el pan de la tierra …(104:14). Numerosos antiguos textos orientales mencionan el cáñamo: Salomón en la Biblia, con el nombre de "kalamo".

## Lengua

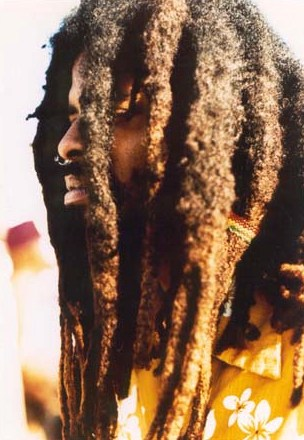
Rastas o dreadlocks.

Los idiomas hablados en Jamaica son el inglés y el patois jamaiquino (inglés criollo). Ciertos grupos rastafaris de Jamaica desarrollaron un lenguaje propio llamado iyárico (iyaric), modificando palabras del inglés o creando nuevas, puesto que creían que el inglés era un lenguaje colonial que se les había impuesto. Hay varias frases o palabras características de los rastafaris, como:
- Babylon (Babilonia) es un concepto de crítica a un sistema de pensamiento alejado de Jah Rastafari (el principal: el capitalismo) y las formas de vida alienantes en la modernidad, nacido desde una interpretación de las lecturas bíblicas tradicionales, está contrapuesta al concepto de Zion, por ende se refiere a todo lo malo desde el punto de vista vital y espiritual. [cita requerida].

- Zion (Sion) hace referencia al Sion de la Biblia, sinónimo de tierra prometida. Se asocia con África, particularmente Etiopía. También tiene a veces el significado de lo opuesto a Babilonia, es decir que Zion es la utopía rastafariana. También Zion es llamado al valle sagrado de descanso a donde parten los rastafaris cuando mueren, una semejanza al concepto tradicional de paraíso.

- I & I («Yo y yo») es un término complejo, refiriéndose a la unidad de Jah (Dios) con cada uno de los humanos pero también destacando la suma importancia del ser humano en el orden de las cosas. El término es a menudo usado en lugar de «tú y yo» o «nosotros» entre los rastafaris, implicando que ambas personas están unidas bajo el amor de Jah.
- Como consecuencia de esto la palabra «I» es sumada o mezclada con muchas otras palabras. Por ejemplo la comida i-tal (i-tal food) no ha tenido contacto con los productos químicos modernos, y es servida sin preservantes, condimentos o sales, entre otras proscripciones.
- Downpression reemplaza a opression (opresión) ya que la opresión mantiene al hombre agachado (down, que significa «abajo» en inglés) en lugar de levantarle (up significa «arriba»).
- Irie hace referencia a los sentimientos o emociones positivos, o cualquier cosa que sea buena. Es lograr un estado de conexión entre I&I a través de la Itación (Itazión: meditación). También es usado como saludo cordial entre hermanos Rastas.
- Livication reemplaza a dedication (dedicación), para deshacerse de la connotación de muerte (debido a que dead, que se pronuncia como ded, significa «muerto» en inglés, mientras que live significa «vivo»).
- Overstanding reemplaza a understanding (comprensión), refiriéndose a la iluminación que eleva la conciencia propia (ya que under significa «debajo» en inglés, y over significa «por sobre»).
- Karamawi es la más alta alabanza a Dios que refiere un rasta. Esta palabra es usada para alabar a Jah desde muy dentro de su ser, por lo general en las meditaciones y en las festividades en las que se usa la marihuana para «elevar» más el nivel de meditación.
- Alfa y Omega Se refieren, respectivamente, al Emperador Haile Selassie, y a la Emperatriz Menen, como la unión perfecta, entre hombre y mujer, principio y fin.
- InI se refiere a la paz que lleva el rasta con la naturaleza y los seres vivientes, pues Dios (Jah) ha creado a todos y nadie debe abusar de los demás, por eso el rastafariano respeta y ama a la naturaleza que Jah ha creado.
- Adonai se refiere a Jah Rastafari, Padre de la Creación, Haile Selassie I.
- Binghiman es el nombre dado a los hermanos que practican alabanzas y cantos a Jah, con tambores y ritmos de Nyabinghi.
- Nyabinghi es la fundación de la forma de vida de Rastafari. Palacio espiritual y musical. La interpretación popular de Nyabinghi es «muerte a los opresores blancos y negros». La congregación espiritual Nyabinghi reunida en los especiales días para celebrar los eventos de la historia Rastafari y en algunas ocasiones en que la congregación decide reunirse.
- Jah love se refiere al gran amor que Jah tiene para sus hijos.
- Bless significa bendición y es usado como despedida entre los rastafaris.

## Ceremonias
Hay varios tipos de ceremonias eclesiásticas rastafaris. Básicamente todas ellas consisten en cantos de himnos y coros, lecturas de salmos y capítulos de la Santa Biblia y razonamientos. Estas ceremonias van acompañadas de la música Nyahbinghi. A diferencia de lo que muchos erróneamente creen, la música reggae no forma parte del orden ceremonial rastafari. Es la música de tambores africanos al ritmo del latido del corazón la que alimenta espiritualmente a los hermanos y hermanas de la fe rastafari.
Otra ceremonia de carácter parlamentario es el «razonamiento», en esta ceremonia se organiza la comunidad y se escuchan las voces y pensamientos de todos los congregados.

### Fechas importantes
- 7 de enero - Navidades etíopes.
- 7 de febrero - Año nuevo Rastafari según el calendario en occidente.
- 25 de marzo - Aniversario de la reina de reinas la Etege mennen I.
- 21 de abril - Aniversario de la visita del emperador Haile Selassie I a Jamaica. También conocido como el Día del Groundation.
- 23 de julio - Nacimiento del Emperador Haile Selassie I.
- 1 de agosto - Proclamación de la libertad de los esclavos africanos en occidente (1834-38).
- 17 de agosto - Nacimiento de Marcus Garvey.
- 11 de septiembre - Año nuevo en Etiopía.
- 2 de noviembre - La coronación del Emperador Haile Selassie I.
- 20 de noviembre - Día del niño Rastafari (derechos del niño).

### Símbolos importantes
- La bandera de Etiopía con el verde, amarillo y rojo es el estandarte estatal levantado por Marcus Garvey, y son frecuentemente vistos en ropas, diseños de grafismos y otras decoraciones. El rojo representa la sangre de los mártires. El amarillo la riqueza y la prosperidad que África tiene que ofrecer. El verde la tierra y vegetación de Zión (es decir, Etiopía, ver más abajo). El rojo siempre va arriba, ya que representa la sangre. Cuando la sangre está por debajo de la tierra (verde) significa «muerte». El amor que tienen a la bandera de Etiopía también es un símbolo de su lealtad hacia Selassie y no otros líderes o banderas del Babylon, y también un símbolo de que no aceptan ni las autoridades actuales ni sus banderas en los países en que viven.
- La estrella negra de seis puntas representa al hombre y mujer negro (de bien). Cabeza, brazos y piernas; su desnudez está cubierta con vestiduras reales.
- El León o León Conquistador es también un símbolo rastafariano importante, simbolizando tanto a África como al emperador Haile Selassie, o a Jah mismo. También representa lucha y fuerza contra la opresión e injusticia aplicada sobre el pueblo africano.
- Túnica y turbante. Los miembros del Bobo Shanti llevan túnica y visten turbante, inspirados por su jefe Emmanuel, e incluye cantantes famosos como Capleton y Sizzla.
- Dreadlocks. El llevar dreadlocks está también asociado de cerca con el movimiento, aunque no es algo universal (ni exclusivo) a los practicantes de la religión. La trenzas rastas están apoyadas según el movimiento rastafari por el siguiente verso del libro de Levíticos: "No mostrarán calvicie sobre sus cabezas, ni se afeitarán el extremo de sus barbas, ni se harán cortes en su carne" 21:5, y por el voto nazireo de Números 6, por esta razón se usan como voto para Jah; por esto, no se debe tomar como un simple peinado es una demostración de unidad con el altísimo I&I y requiere más que respeto, entrega. Generalmente el tipo de cabello de genética afrodescendiente crea los dreadlocks de forma natural con solo dejar de peinarse. En los dreadlocks de piel blanca, el proceso natural es más lento y desordenado, aunque los dreadlocks pueden hacerse manualmente. Los dreadlocks han llegado a simbolizar a la melena del León de Judá y la rebelión contra Babilonia.
- Ganjah. Los rastafaris creen por lo general que el fumar cannabis (conocido como ganjah o la hierba sagrada) sirve como canal directo con Jah y es una ayuda a la meditación y al acceso a la verdadera sabiduría que es otorgada por Jah Guide, es decir, si fuman, será para meditar y así en una manera más profunda, conocer; no lo hacen en ningún momento para conseguir placer superficial sino interior.

Los rastafaris toman algunas citas de la Biblia para justificar el uso de la hierba:
- 1 Timoteo 4:1-3 "El Espíritu afirma claramente que en los últimos tiempos habrá algunos que renegarán de su fe, para entregarse a espíritus seductores y doctrinas demoníacas, seducidos por gente mentirosa e hipócrita, cuya conciencia está marcada a fuego. Esa gente proscribe el matrimonio y prohíbe el consumo de determinados alimentos que Dios creó para que los creyentes y los conocedores de la verdad los comieran dando gracias."
- Proverbios 15:17 "Más vale un plato de legumbres con amor que un buey cebado, pero con odio."
- Salmos 104:14 "Haces brotar la hierba para el ganado y las plantas que el hombre cultiva, para sacar de la tierra el pan"
- Génesis 3:17-19 "Y dijo al hombre: «Porque hiciste caso a tu mujer y comiste del árbol que yo te prohibí, maldito sea el suelo por tu culpa. Con fatiga sacarás de él tu alimento todos los días de tu vida. El te producirá cardos y espinas y comerás la hierba del campo. Ganarás el pan con el sudor de tu frente, hasta que vuelvas a la tierra, de donde fuiste sacado. ¡Porque eres polvo y al polvo volverás!»."
- Éxodo 10:12 "El Señor dijo a Moisés: «Extiende tu mano sobre el territorio de Egipto, para que las langostas invadan el país y devoren toda la vegetación que dejó el granizo»."

- Esta idea de «hierba sagrada» posiblemente tendría origen en antiguas tradiciones de civilizaciones antiguas[cita requerida], donde era apreciada no solo por sus propiedades narcóticas. Diversas variedades de la planta Cannabis se utilizaron también por sus múltiples y versátiles aplicaciones técnicas y culturales (textil, papel, medicinas, alimentación, etc. véase Cáñamo industrial), y fueron consideradas como "planta sagrada" en diversas culturas.
- Según algunos estudiosos de la Historia de las Religiones, alguna variedad de Cannabis Sativa habría sido utilizada en rituales judíos de la época de Jesucristo, con fines rituales.[cita requerida]

## Música

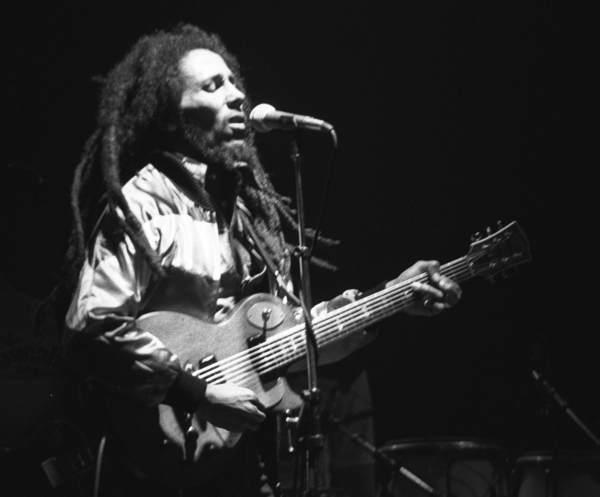
Bob Marley, figura musical más representativa del rastafarismo

### Música Rastafari
Dentro del movimiento Rastafari, la música tiene varios usos y funciones muy importantes, a través de ella los Rastafari, las personas que se adscriben a este movimiento, buscan escapar de la frustración y opresión social en la que viven e incluso algunos le conceden poderes curativos; para ellos, la música es la mejor manera de dar gracias a Dios y además representa también un arma y una forma de protesta. Por otro lado, el Reggae es uno de los géneros musicales de mayor impacto global. Su influencia no ha conocido límites lingüísticos o geográficos y sus ritmos y melodías han encontrado audiencias entusiastas alrededor del mundo. El mensaje de las canciones ha sido fuente de inspiración para miles de personas en búsqueda de reivindicaciones sociales, políticas y raciales. De esta forma, el reggae se ha convertido en la música de condena y protesta social por excelencia. Además, la música reggae puede usarse no solo para expresarse musicalmente, sino para crear un espacio vital de identidad ya que a través de él se conoce a cada persona, lo que piensa, lo que siente, lo que vive.
La música Nyabinghi es la forma más integral de música Rastafari. Se toca en las ceremonias y celebraciones que incluyen el toque de tambores y cantos de alabanza, además de oraciones y del consumo ritual de Cannabis (psicotrópico). La música durante mucho tiempo ha desempeñado un papel importante en Rastafari, y la conexión entre el movimiento y diversos tipos de música, principalmente el reggae, el Ska o el Jazz, ha sido reconocida, debido a la fama internacional de músicos Rastafari como Count Ossie, Cedric Brooks y Ras Michael, entre algunos otros.
El tambor es un símbolo de la africanidad de Rastafari y algunos de ellos afirman que el espíritu de energía divina de Jah está presente en el tambor. Un estilo de música que influyó mucho en el desarrollo de la música Rastafari es el que emplea los tambores Burru (usados por grupos descendientes de los Ashanti de Ghana), que se introdujo a la floreciente comunidad Rasta en Kingston. Algunos de los Negro cimarrón, mantenían algunas reminiscencias de la Música africana en el interior de Jamaica y también contribuyeron al surgimiento de la música Rastafari. La primera grabación de música Rastafari se atribuye a Count Ossie. Seguido en la década de 1950 por varias grabaciones de Burru, así como de la música de otros cultos jamaicanos tales como el Kumina. En 1953, Ossie introdujo los tambores akete en las comunidades Rastafari del oeste de Kingston, utilizando estilos y ritmos adaptados del Burru.
Los cantos Nyahbinghi por lo general incluyen la recitación de Salmos, pero también pueden incluir variaciones de himnos cristianos conocidos y adoptados por los Rastafari. Los cantos contienen ideas de redención y repatriación, y ayudan a las personas que participan a que se sientan incluidos en la comunidad Rastafari. Los tambores Nyahbinghi no son exclusivos de la Orden Nyahbinghi y son comunes a todos los Rastafari. Los ritmos Nyahbinghi fueron en gran medida una creación de Count Ossie, que incorporó influencias de los tradicionales tambores jamaicanos Kumina (especialmente la forma misma de los tambores) con canciones y ritmos extraídos de las grabaciones del músico nigeriano Babatunde Olatunji.

### Música reggae
La música reggae es el resultado de un complejo proceso de fusionamiento de caracteres musicales que imita de la música Soul/Góspel afroestadounidense, que innova al crear un lenguaje musical propio y que se relaciona con las formas tradicionales jamaicanas como el Mento (música). A esta música se le considera como una forma de poesía popular moderna con recursos de la tradición oral; incluye cánticos populares y religiosos, crónicas y adivinanzas. El reggae nació en medio de los barrios pobres en Trenchtown, el Gueto principal de Kingston, Jamaica, en donde se escuchaban las estaciones de radio de Estados Unidos. Algunos músicos jamaicanos, comenzaron a fusionar la música tradicional jamaicana con el Rhythm and blues y el jazz estadounidense, además del ska, y el Blue Beat y que más tarde originarían el reggae bajo la influencia del Soul. El término “reggae” llega a utilizarse en un sentido muy amplio para referirse a la mayoría de los tipos de música jamaicana, incluyendo ska, Rocksteady, el Early reggae, el Dub, el Dancehall y el Raggamuffin. El término también puede utilizarse para distinguir un estilo particular de reggae que se originó en la década de 1970, conocido como Roots reggae. El reggae generalmente se asocia con Rastafari, debido a que muchos de los más prominentes músicos de reggae en la década de 1970 y 1980 eran Rastafari. Sin embargo, el tema de las canciones del reggae aborda muchos temas distintos además de Rastafari, como la Independencia de África, la Legalidad del cannabis, canciones de amor, con una fuerte crítica social u otras con referencias sexuales.
El reggae durante la década de 1970 fue fundamentalmente una Canción protesta desde la perspectiva Rastafari y de los sectores oprimidos. De igual forma, esta música se convirtió en un arma que brindó mayor conciencia a los sectores racialmente marginados en Jamaica y, a su vez, sirvió como un instrumento utilizado en la política partidista para apelar a estos sectores. El reggae en la década de 1990 adquiere otro carácter una vez establecido como un fenómeno musical global en gran escala. Hoy en día se puede considerar como una de la Música caribeña de más renombre en el mundo, ya sea por su difusión por medio de la Inmigración de jamaicanos a Europa, Canadá y Estados Unidos, o por su exposición en los Medio de comunicación alrededor del mundo, en África, Japón y América Latina. Encontrándose actualmente la existencia de un reggae africano, reggae europeo, reggae asiático y un reggae latinoamericano. Sin embargo, a pesar de que el reggae ha mantenido su aura como música de protesta por excelencia, la acogida en los diversos países ha sido distinta. Tal parece que, a pesar de la comercialización capitalista de la música reggae, y ciertamente a través de la misma, un mensaje de oposición social y cultural ha sido transportado gradualmente, pero con éxito. El sociólogo puertorriqueño Jorge L. Giovannetti menciona que:

«En un contexto transnacional, el reggae y los símbolos que representa se han convertido al mismo tiempo en un elemento contestatario y de protesta musical, o en una moda manifestada en stickers, camisetas y otros accesorios comerciales. La música rompió las barreras nacionales y raciales al salir de Jamaica como una mercancía dentro del mercado capitalista. No obstante, esta música traspasó esas barreras desde mucho antes, desde el momento preciso de su creación en el gueto jamaicano o en los estudios de grabación en Kingston. Mediante la narración de una empresa global y transnacional como fue la trata de esclavos y a través de la representación de las políticas y relaciones internacionales de Jamaica en los setenta, el texto del reggae asumió un carácter transnacional mucho antes de que la industria musical capitalizara la difusión del género».

### Música reggae-rastafari
La música reggae comenzó a internacionalizarse en la década de 1970, aumentando también la popularidad de Rastafari en gran parte debido a la fama de Bob Marley, que incorporó elementos de música Nyahbinghi y de los cantos Rastafari en su música. Canciones como "Rastaman Chant" hicieron que Rastafari y la música reggae fueran vistas como estrechamente ligadas en el imaginario del público en todo el mundo. Sin embargo, algunos Rastafari ortodoxos desdeñan la música reggae como una forma de música comercial, o incluso que “el reggae es muerte”; mientras que para otros la música reggae puede ser vista como una música de alabanza moderna.
En realidad, la música Rastafari, subsume por un lado, la música Nyahbinghi, y por el otro lado, la música reggae. La investigadora japonesa Yoshiko Nagashima explica que:

«La música Rastafari es la unión entre el mundo de lo sagrado y el mundo secular. La música Nyahbinghi es más exclusiva, ya que se centra en la fe,  mientras que el reggae es más incluyente, porque la fe es diluida por sentimientos más humanistas, reclamos y protestas de los pueblos oprimidos como víctimas del sistema moldeado dentro y fuera de Jamaica».

De esta forma, a inicios de la década de 1970 encontramos casos en los que ambos elementos de la música Rastafari, el Nyahbinghi y el reggae, se fusionan. Surgen así músicos Rastafari que se acercan a la música reggae, como el percusionista jamaicano Count Ossie, quien grabó álbumes con temas relacionados con la historia, la doctrina y la cultura Rastafari; creando así un Reggae Rastafari, en donde los instrumentos principales eran precisamente los tres tambores Rastafari; el bajo (bass), el fundeh (fundeh) y el repetidor (repeater). Encontramos también el caso de Ras Michael & The Sons of Negus otro gran percusionista Rastafari que volvió internacionalmente famoso este nuevo reggae Rastafari.
Desde finales de la década de 1990, las ideas de Rastafari se propagan a través de un reggae Rastafari nuevo, que combina el Hip hop con el reggae y al cual se le ha llamado de muchas formas: conscious dancehall, conscious reggae, conscious ragga, o modern roots. En realidad, se trata de un nuevo acercamiento de la música reggae con la música Nyahbinghi, pero a diferencia del que se dio en la década de 1970 con músicos como Count Ossie y Ras Michael, como un acercamiento al reggae por parte de los músicos Rastafari; este nuevo reggae Rastafari se da como un acercamiento a la música Rastafari por parte de una nueva generación de músicos de reggae como Capleton, Sizzla, Anthony B, Buju Banton, Luciano y Damian Marley, entre varios más; quienes no solo incorporan ampliamente los tambores Rastafari en sus grabaciones y presentaciones, sino que reavivan temas clásicos Rastafari usando un estilo musical contemporáneo y regresando a los mensajes de conciencia, los cuales habían disminuido drásticamente en Jamaica desde la aparición del dancehall slackness a finales de la década de 1980. Esta tendencia hacia el nuevo reggae Rastafari ha rebasado las fronteras de Jamaica y desde inicios del siglo XXI encontramos músicos como Fidel Nadal en Argentina, Alborosie en Italia, Gentleman (músico) en Alemania, Ras Levi en México y Dada Yute en Brasil; quienes continúan esparciendo los mensajes y las ideas de Rastafari a través de un reggae que no solo busca divertir sino informar a su audiencia, y que retoma fuertemente varios elementos de la música Nyahbinghi, principalmente el uso de los tambores.

## Estructura moderna
Rastafari, más que una religión, es un orden de vida que tiene principios y normas de convivencia. La mayoría de los rastafaris no se identifican con ninguna secta o denominación, aunque hay tres grupos primarios dentro del movimiento: los Nyahbinghi, Boboshanti -también llamados Bobo dread- y las Doce Tribus de Israel. Se distinguen por su particularidad en la manera en que alcanzan la comprensión de la verdad absoluta (Jah), y coinciden en la idea económico-filosófica de que Babilonia o Babylon (el sistema capitalista), degrada los valores fundamentales de la humanidad y su devastación expansiva daña seriamente el ecosistema y el medio ambiente.
Ellos luchan por la repatriación de los negros a su natal Etiopía, y otros luchan porque las adaptaciones que sufre la biblia se realicen, pero sin que su contenido sea alterado por los blancos (hombres de mal; no por su color de piel) quienes a diario la alteran para su beneficio.
Por otra parte los rastas no son racistas, se identifican con un sinnúmero de filosofías tanto occidentales como africanas, muchos van más allá del pensamiento básico rastafari, ya que rastafari no está en contra de la evolución y el pensamiento libre, los anhelos rastafari son de libertad mental, espiritual y terrenal.

## Críticas

### Política
Los Rastafaris no toman parte en política. Y a pesar de los ideales arraigados de su procedencia, la cultura rastafari ha sufrido una gran evolución respecto al racismo, a la homofobia, y demás pensamientos clasistas y discriminatorios respecto al ser humano. Un Rastafari solo quiere paz para el ser humano y poder actuar en libertad, sin ser oprimido por el sistema (babilonia).

### Racismo
En general el rastafarismo plantea una proclama de la Supremacía Negra. El mismo Marcus Garvey proclamaba ideas de separación y purificación racial, ya que suponía en concordancia la retirada de la raza negra de Estados Unidos. 

Creo en una raza negra pura igual como los propios blancos creen en una raza blanca pura.
Marcus Garvey

Si bien el rastafarismo no plantea una inferioridad de los blancos con respecto a los negros, si en que la raza blanca surgió de una antigua civilización malvada carente de una dimensión espiritual para la vida y que su propia existencia es innatural. Así, la visión escatológica del rastafarismo plantea a la raza negra como el gobierno legítimo a imponerse, una vez colapsado el gobierno blanco occidental.
Así mismo, la rama de las Doce Tribus de Israel si cree en la salvación de todas las razas y no solo la de la raza negra, como plantea el Bobo Shanti y el Nyahbinghi.

### Etnocentrismo
Todas las organizaciones rastafaris han declarado que las enseñanzas de la Biblia son el camino a la liberación espiritual para la gente de cualquier marco cultural o étnico.

### Homofobia
En Jamaica, el país de origen y de mayor cantidad de seguidores, lleva adelante la homofobia como política de Estado. La discriminación y la matanza contra homosexuales son animadas también en la cultura popular por bandas y músicos de reggae y dancehall como Sizzla, Buju Banton, T.O.K., Capleton.

### Budismo rastafari
Nacido al calor de las nuevas tecnologías y sobre textos desechados, entre las comunidades hispanohablantes, en el budismo rastafari se considera al Jesús histórico como un Bodhisattva que nació en el año 7 a. c. (coincidiendo con el nacimiento histórico de año 0 señalado en el calendario etíope). También sitúan su nacimiento considerando que nació bajo el signo de Jesé (piscis) en la conjunción zodiacal que se produjo en ese mismo año el 23 de febrero. Aunque esta corriente dentro del movimiento rastafari no es mayoritaria, su práctica se apoya en la disciplina Zen y su ideología se fundamenta principalmente en una variación de los escritos sobre el Santo Issa de Nicolás Notovitch descrita en los "Años perdidos de Jesus" que consideran como histórico. En su libro de referencia "Los Años Perdidos de Jesús: Prueba Documental del Viaje de 17 años de Jesús a Oriente", Elizabeth Clare Prophet incluye los escritos budistas que prueban que Jesús viajó a través de India, Nepal, Ladakh y Tíbet. Los textos budistas que incluye este libro los consideran sagrados, pero con su variación que refiere a Haile Selassie y a su Emperatriz Menen I como la manifestación del "alma del Universo" para la presente Era.
En su variación del escrito tibetano señalan que Jesús viajó desde Israel hasta la tumba de Moisés en Cachemira, tal y como se señala en el libro "Jesus vivió y murió en Cachemira" de Faber Kaiser, pero movido para tomar su bastón y exhortar a sus compatriotas a guardar los diez mandamientos del judaísmo ortodoxo descritos por Moisés. Después de tomarlo volvería a su tierra de nacimiento y tras su resurrección volvería a la tumba del Moisés histórico a dejar allí su bastón.
La crucifixión de Jesús a manos y por juicio de los romanos, que se describe en ambos libros citados, la reconocen como un hecho histórico. También la resurrección y la continuación de la guía espiritual iluminadora del Jesús histórico en Haile Selassie I. Puesto que, según defienden ellos,  el Jesús histórico habría nacido con los astros alienados en su carta zodiacal para la Era de Piscis mientras que Haile Selassie I lo habría hecho para la presente Era de Acuario.
También como concepto que históricamente habría defendido Jesús, según recogen estos escritos, estaría el reconocimiento del papel de la monarquía como sistema de gobierno que, desde un fundamento bíblico, debe ser movida a respetar los Derechos Humanos Universales. 
Si bien este escrito tibetano sobre este Jesús histórico no es considerado como troncal dentro del budismo tibetano, algunos rastafaris aluden a que esto se debe a que no contemplan las variaciones que ellos defienden. También, por la naturaleza antiesclavista, pacifista y anticlasista de su discurso (seguramente por influencia del de Gandhi) defienden que el Jesús histórico apoyaría la corona del Salomón en Zera Yacob Amha Selassie para la franja de Gaza primero y luego sobre Israel. Poniendo así en un lugar privilegiado a los falasha o judíos negros en este territorio.